# Rauisuchus
Rauisuchus es un género extinto de arcosaurio que vivió en lo que ahora es el Geoparque de Paleorrota en Brasil, durante mediados del período Triásico (hace entre 240-230 millones de años). Nombrado por el recolector de fósiles Dr. Wilhelm Rau, Rauisuchus pertenecía a un grupo de parientes terrestres de los cocodrilos. Estos reptiles estuvieron entre los principales depredadores de su época, devorando a otros reptiles e incluso cazando a los primeros dinosaurios.
Rauisuchus crecía hasta una longitud de 4 metros y hasta 90 centímetros de altura a las caderas. Tenía un peso estimado de 250 kilogramos.